# Юлиус фон Хайнау
Барон Юлиус Якоб фон Хайнау (на немски: Julius Jakob von Haynau) е австрийски генерал, участвал в потушаването на Италианската и Унгарската революция през 1849 година.

## Биография
Юлиус фон Хайнау е незаконен син на ландграфа на Хесен-Касел Вилхелм IX и дъщеря на аптекар. Още 15–годишен постъпва на служба в австрийската армия. На 19 е вече капитан. Участва във войните с Наполеон между 1805 и 1815 година. През 1844, след близо четири десетилетия във войската, достига до чин дивизионен генерал. През 1847 година е комендант на Темешвар, но за кратко – уволнен е заради конфликт с началството.
През 1848 година Хайнау постъпва като доброволец под командването на фелдмаршал Радецки в Северна Италия. Командва гарнизона във Верона. Потушава бунтовете във Ферара, Бергамо и Бреша с голяма жестокост, която му печели прозвището „Хиената от Бреша“.
През май 1849 година Хайнау е натоварен с върховното командване на армиите, изпратени срещу унгарските революционери. През август печели решителната победа при Темешвар. Като военен управител на Унгария ръководи жестоката разправа с революционерите – по негова заповед са екзекутирани бившият министър-председател Лайош Батяни и тринадесет унгарски генерали. Отзован е през юли 1850 година, поради разногласия с правителството на Феликс Шварценберг.